# 5455 Surkov
Az 5455 Surkov (ideiglenes jelöléssel 1978 RV5) a Naprendszer kisbolygóövében található aszteroida. Nyikolaj Sztyepanovics Csernih fedezte fel 1978. szeptember 13-án.